# Paul Struck
Paul Friedrich Struck (6 de desembre de 1776 - 14 de maig de 1820 fou un compositor austríac. Es creu que fou deixeble de Haydn a causa de la semblança del seu estil amb el del mestre. Deixà gran nombre de composicions instrumentals, com un quartet per a dos violins, viola i violoncel; un altre per a piano, flauta i dos corns; una simfonia a gran orquestra; sonates per a clavecí i algunes peces vocals, amb acompanyament i sense.